# Pentaceraster regulus
Pentaceraster regulus is een zeester uit de familie Oreasteridae. De wetenschappelijke naam van de soort werd als Oreaster regulus in 1842 gepubliceerd door Johannes Peter Müller & Franz Hermann Troschel.

## Synoniemen
- Oreaster australis Lütken, 1871[1]
- Oreaster luetkeni Bell, 1884
- Oreaster doederleini Goto, 1914
- Oreaster magnificus Goto, 1914
- Pentaceros margaritifer Döderlein, 1926
- Pentaceraster odhneri Döderlein, 1926
- Pentaceraster cebuana Döderlein, 1936